# Campeonato Argentino de Mayores 2016
El Campeonato Argentino de Mayores de 2016 (por motivo de patrocinio Copa Personal) fue la septuagésimo-segunda edición del torneo de uniones regionales organizado por la Unión Argentina de Rugby. El torneo se llevó a cabo entre el 29 de octubre y el 3 de diciembre de 2016.
A partir de esta temporada la cuarta división del torneo, la Zona Desarrollo (Súper 9), pasó a llevarse a cabo durante la segunda mitad del año, disputándose en conjunto con el resto del campeonato pero manteniendo el formato a sede única. Siguiendo la inclusión de Uruguay XV en el Campeonato Argentino de Mayores 2015, la Unión Argentina de Rugby decidió incluir en el Súper 9 a la selección de rugby de Paraguay, que hasta entonces solamente habían competido ocasionalmente en el Campeonato Argentino Juvenil.
Con el triunfo de local en la última jornada sobre la Unión Cordobesa de Rugby por 9-5, la Unión de Rugby de Buenos Aires consiguió su trigésimo-sexto título y el segundo de forma consecutiva. El seleccionado de las Águilas fue capitaneado por Tomás de la Vega y contó con jugadores como Francisco Ferronato, Lautaro Bávaro, Bautista Ezcurra, Santiago Medrano, Francisco Gorrissen y Joaquín Díaz Bonilla, que anot los nueve puntos en el encuentro definitivo con los cordobeses, producto de tres penales.

## Equipos participantes
Durante esta edición, los veintisiete equipos fueron divididos en cuatro niveles: Zona Campeonato, Zona Ascenso A, Zona Ascenso B y Zona Desarrollo (Súper 9.
| División                            | Equipo              | Unión                                                |
| ----------------------------------- | ------------------- | ---------------------------------------------------- |
| Zona Campeonato 6 equipos           | Buenos Aires        | Unión de Rugby de Buenos Aires                       |
| Zona Campeonato 6 equipos           | Córdoba             | Unión Cordobesa de Rugby                             |
| Zona Campeonato 6 equipos           | Cuyo                | Unión de Rugby de Cuyo                               |
| Zona Campeonato 6 equipos           | Rosario             | Unión de Rugby de Rosario                            |
| Zona Campeonato 6 equipos           | Salta               | Unión de Rugby de Salta                              |
| Zona Campeonato 6 equipos           | Tucumán             | Unión de Rugby de Tucumán                            |
| Zona Ascenso A 6 equipos            | Alto Valle          | Unión de Rugby del Alto Valle de Río Negro y Neuquén |
| Zona Ascenso A 6 equipos            | Entre Ríos          | Unión Entrerriana de Rugby                           |
| Zona Ascenso A 6 equipos            | Mar del Plata       | Unión de Rugby de Mar del Plata                      |
| Zona Ascenso A 6 equipos            | Nordeste            | Unión de Rugby del Nordeste                          |
| Zona Ascenso A 6 equipos            | Santa Fe            | Unión Santafesina de Rugby                           |
| Zona Ascenso A 6 equipos            | Sur                 | Unión de Rugby del Sur                               |
| Zona Ascenso B 6 equipos            | Chubut              | Unión de Rugby del Valle del Chubut                  |
| Zona Ascenso B 6 equipos            | Lagos del Sur       | Unión de Rugby de los Lagos del Sur                  |
| Zona Ascenso B 6 equipos            | Oeste               | Unión de Rugby del Oeste de Buenos Aires             |
| Zona Ascenso B 6 equipos            | San Juan            | Unión Sanjuanina de Rugby                            |
| Zona Ascenso B 6 equipos            | Santiago del Estero | Unión Santiagueña de Rugby                           |
| Zona Ascenso B 6 equipos            | Uruguay XV          | Unión de Rugby del Uruguay                           |
| Súper 9 (Zona Desarrollo) 9 equipos | Andina              | Unión Andina de Rugby                                |
| Súper 9 (Zona Desarrollo) 9 equipos | Austral             | Unión de Rugby Austral                               |
| Súper 9 (Zona Desarrollo) 9 equipos | Formosa             | Unión de Rugby de Formosa                            |
| Súper 9 (Zona Desarrollo) 9 equipos | Jujuy               | Unión Jujeña de Rugby                                |
| Súper 9 (Zona Desarrollo) 9 equipos | Misiones            | Unión de Rugby de Misiones                           |
| Súper 9 (Zona Desarrollo) 9 equipos | Paraguay            | Unión de Rugby del Paraguay                          |
| Súper 9 (Zona Desarrollo) 9 equipos | San Luis            | Unión de Rugby San Luis                              |
| Súper 9 (Zona Desarrollo) 9 equipos | Santa Cruz          | Unión Santacruceña de Rugby                          |
| Súper 9 (Zona Desarrollo) 9 equipos | Tierra del Fuego    | Unión de Rugby de Tierra del Fuego                   |

En cursiva los seleccionados internacionales invitados.

## Formato
Los veintisiete equipos fueron divididos en cuatro niveles: Zona Campeonato, Zona Ascenso A, Zona Ascenso B y Zona Desarrollo (Súper 9). Los primeros tres niveles estuvieron compuestos por seis equipos cada uno, mientras que la Zona Desarrollo contó con nueve equipos.
Zona Campeonato, Ascenso A y Ascenso B
Los tres primeros niveles del torneo (Campeonato, Ascenso A y Ascenso B) se disputaron bajo el mismo formato: los seis equipos se enfrentaron bajo el sistema de todos contra todos a una sola ronda en cinco fechas y alternando encuentros de local y visitante. Se otorgaron 4 puntos por partido ganado, 2 por partido empatado y 0 por partido perdido. Se otorgó 1 punto bonus ofensivo en el caso de marcar tres tries o más que el oponente y 1 punto bonus defensivo en el caso de perder por siete puntos de diferencia o menos. Al cabo de las cinco fechas, se determinan las clasificaciones finales.
- El equipo ganador de la Zona Campeonato se consagra campeón del torneo.
- El último de la Zona Campeonato disputa un partido con el ganador de la Zona Ascenso A por un lugar en la Zona Campeonato de la siguiente edición.
- El último de la Zona Ascenso A disputa un partido con el ganador de la Zona Ascenso B por un lugar en la Zona Ascenso A de la siguiente edición.
- El último de la Zona Ascenso B desciende de forma directa a la Zona Desarrollo (Súper 9) de la siguiente edición.

Zona Desarrollo (Súper 9)
La Zona Desarrollo estuvo compuesta por nueve equipos y se disputó bajo el formato concentrado en una sede única. Los nueve equipos fueron divididos en tres zonas de tres equipos cada una que se resolvieron a través del sistema de todos contra todos a una sola ronda y determinaron su clasificación a la fase final: los 1.° clasifican a la Copa de Oro, los 2.° a la Copa de Plata y los 3.° a la Copa de Bronce. En la fase final, las copas se resolvieron bajo el mismo formato que la primera fase, con el ganador de la Copa de Oro ascendiendo de forma directa a la Zona Ascenso B de la siguiente edición.

## Zona Campeonato
| Pos. | Equipo       | Encuentros | Encuentros | Encuentros | Encuentros | Tantos | Tantos | Tantos | Punto Bonus | Puntos |
| Pos. | Equipo       | PJ         | PG         | PE         | PP         | F      | C      | Dif    | Punto Bonus | Puntos |
| ---- | ------------ | ---------- | ---------- | ---------- | ---------- | ------ | ------ | ------ | ----------- | ------ |
| 1.°  | Buenos Aires | 5          | 4          | 1          | 0          | 140    | 121    | 19     | 0           | 18     |
| 2.°  | Cuyo         | 5          | 3          | 1          | 1          | 168    | 145    | 23     | 2           | 16     |
| 3.°  | Salta        | 5          | 3          | 0          | 2          | 146    | 139    | 7      | 1           | 13     |
| 4.°  | Córdoba      | 5          | 2          | 0          | 3          | 126    | 126    | 0      | 3           | 11     |
| 5.°  | Rosario      | 5          | 1          | 0          | 4          | 140    | 174    | -34    | 3           | 7      |
| 6.°  | Tucumán      | 5          | 1          | 0          | 4          | 115    | 130    | -15    | 3           | 7      |

|  | Campeón                                                   |
|  | Juega por la permanencia con ganador de la Zona Ascenso A |

Primera fecha
| 29 de octubre | Córdoba | 41 - 36 | Rosario | Córdoba Athletic Club, Córdoba           |                                          |
|               |         | Reporte |         | Árbitro(s): Santiago Altobelli (Tucumán) | Árbitro(s): Santiago Altobelli (Tucumán) |

| 29 de octubre | Tucumán | 33 - 34 | Cuyo | Los Tarcos RC, Tucumán           |                                  |
|               |         | Reporte |      | Árbitro(s): Jason Mola (Córdoba) | Árbitro(s): Jason Mola (Córdoba) |

| 29 de octubre | Buenos Aires | 28 - 24 | Salta | Club Newman, Benavídez               |                                      |
|               |              | Reporte |       | Árbitro(s): Juan Sylvestre (Rosario) | Árbitro(s): Juan Sylvestre (Rosario) |

Segunda fecha
| 5 de noviembre | Córdoba | 20 - 25 | Tucumán | Córdoba Athletic Club, Córdoba       |                                      |
|                |         | Reporte |         | Árbitro(s): Juan Sylvestre (Rosario) | Árbitro(s): Juan Sylvestre (Rosario) |

| 5 de noviembre | Cuyo | 36 - 36 | Buenos Aires | Los Tordos RC, Guaymallén              |                                        |
|                |      | Reporte |              | Árbitro(s): Damián Schneider (Rosario) | Árbitro(s): Damián Schneider (Rosario) |

| 5 de noviembre | Salta | 33 - 26 | Rosario | Jockey Club, Salta                      |                                         |
|                |       | Reporte |         | Árbitro(s): Pablo Deluca (Buenos Aires) | Árbitro(s): Pablo Deluca (Buenos Aires) |

Tercera fecha
| 12 de noviembre | Salta | 35 - 28 | Córdoba | Jockey Club, Salta                     |                                        |
|                 |       | Reporte |         | Árbitro(s): Juan Spirandelli (Rosario) | Árbitro(s): Juan Spirandelli (Rosario) |

| 12 de noviembre | Rosario | 15 - 40 | Cuyo | Jockey Club, Rosario                   |                                        |
|                 |         | Reporte |      | Árbitro(s): Álvaro del Barco (Tucumán) | Árbitro(s): Álvaro del Barco (Tucumán) |

| 12 de noviembre | Buenos Aires | 24 - 20 | Tucumán | Club Newman, Benavídez               |                                      |
|                 |              | Reporte |         | Árbitro(s): Juan Sylvestre (Rosario) | Árbitro(s): Juan Sylvestre (Rosario) |

Cuarta fecha
| 19 de noviembre | Córdoba | 32 - 21 | Cuyo | Córdoba Athletic Club, Córdoba           |                                          |
|                 |         | Reporte |      | Árbitro(s): Santiago Altobelli (Tucumán) | Árbitro(s): Santiago Altobelli (Tucumán) |

| 19 de noviembre | Rosario | 36 - 43 | Buenos Aires | Jockey Club, Rosario               |                                    |
|                 |         | Reporte |              | Árbitro(s): Claudio Antonio (Cuyo) | Árbitro(s): Claudio Antonio (Cuyo) |

| 19 de noviembre | Tucumán | 20 - 25 | Salta | Universitario (T), Tucumán       |                                  |
|                 |         | Reporte |       | Árbitro(s): Juan Gómez (Córdoba) | Árbitro(s): Juan Gómez (Córdoba) |

Quinta fecha
| 26 de noviembre | Buenos Aires | 9 - 5   | Córdoba | Club Newman, Benavídez                 |                                        |
|                 |              | Reporte |         | Árbitro(s): Damian Schneider (Rosario) | Árbitro(s): Damian Schneider (Rosario) |

| 26 de noviembre | Tucumán | 17 - 27 | Rosario | La Caldera del Parque, Lawn Tennis, Tucumán |                                        |
|                 |         | Reporte |         | Árbitro(s): Lucas Galán (Buenos Aires)      | Árbitro(s): Lucas Galán (Buenos Aires) |

| 26 de noviembre | Cuyo | 37 - 29 | Salta | Marista Rugby Club, Luján de Cuyo     |                                       |
|                 |      | Reporte |       | Árbitro(s): Federico Fioravanti (Sur) | Árbitro(s): Federico Fioravanti (Sur) |

|                        |
| Buenos Aires Campeón   |
| Trigésimo-sexto título |

## Zona Ascenso A
| Pos. | Equipo        | Encuentros | Encuentros | Encuentros | Encuentros | Tantos | Tantos | Tantos | Punto Bonus | Puntos |
| Pos. | Equipo        | PJ         | PG         | PE         | PP         | F      | C      | Dif    | Punto Bonus | Puntos |
| ---- | ------------- | ---------- | ---------- | ---------- | ---------- | ------ | ------ | ------ | ----------- | ------ |
| 1.°  | Nordeste      | 5          | 5          | 0          | 0          | 257    | 75     | 182    | 3           | 23     |
| 2.°  | Entre Ríos    | 4          | 3          | 0          | 1          | 124    | 81     | 43     | 2           | 14     |
| 3.°  | Santa Fe      | 4          | 3          | 0          | 1          | 118    | 76     | 42     | 2           | 14     |
| 4.°  | Mar del Plata | 5          | 2          | 0          | 3          | 118    | 129    | -11    | 2           | 10     |
| 5.°  | Sur           | 5          | 1          | 0          | 4          | 67     | 221    | -154   | 0           | 4      |
| 6.°  | Alto Valle    | 5          | 0          | 0          | 5          | 82     | 184    | -102   | 2           | 2      |

|  | Juega por el ascenso contra el último de la Zona Campeonato |
|  | Juega por la permanencia con ganador de la Zona Ascenso B   |

Primera fecha
| 29 de octubre | Santa Fe | 36 - 5  | Sur | Santa Fe Rugby Club, Santa Fe           |                                         |
|               |          | Reporte |     | Árbitro(s): Pablo Deluca (Buenos Aires) | Árbitro(s): Pablo Deluca (Buenos Aires) |

| 29 de octubre | Entre Ríos | 29 - 26 | Mar del Plata | Paraná Rowing Club, Paraná       |                                  |
|               |            | Reporte |               | Árbitro(s): Juan Gómez (Córdoba) | Árbitro(s): Juan Gómez (Córdoba) |

| 29 de octubre | Nordeste | 64 - 13 | Alto Valle | CURNE, Resistencia                     |                                        |
|               |          | Reporte |            | Árbitro(s): Álvaro del Barco (Tucumán) | Árbitro(s): Álvaro del Barco (Tucumán) |

Segunda fecha
| 5 de noviembre | Entre Ríos | 13 - 27 | Nordeste | Club Tilcara, Paraná             |                                  |
|                |            | Reporte |          | Árbitro(s): Jason Mola (Córdoba) | Árbitro(s): Jason Mola (Córdoba) |

| 5 de noviembre | Alto Valle | 24 - 25 | Santa Fe | Marabunta Rugby Club, Cipolletti       |                                        |
|                |            | Reporte |          | Árbitro(s): Lucas Galán (Buenos Aires) | Árbitro(s): Lucas Galán (Buenos Aires) |

| 5 de noviembre | Sur | 12 - 43 | Mar del Plata | Sociedad Sportiva, Bahía Blanca       |                                       |
|                |     | Reporte |               | Árbitro(s): Víctor Riera (Alto Valle) | Árbitro(s): Víctor Riera (Alto Valle) |

Tercera fecha
| 12 de noviembre | Sur | 13 - 38 | Entre Ríos | Sociedad Sportiva, Bahía Blanca        |                                        |
|                 |     | Reporte |            | Árbitro(s): Lucas Galán (Buenos Aires) | Árbitro(s): Lucas Galán (Buenos Aires) |

| 12 de noviembre | Mar del Plata | 24 - 10 | Alto Valle | Mar del Plata Club, Mar del Plata        |                                          |
|                 |               | Reporte |            | Árbitro(s): Esteban Filipanics (Córdoba) | Árbitro(s): Esteban Filipanics (Córdoba) |

| 12 de noviembre | Santa Fe | 22 - 39 | Nordeste | Club La Salle Jobson, Santa Fe   |                                  |
|                 |          | Reporte |          | Árbitro(s): Juan Gómez (Córdoba) | Árbitro(s): Juan Gómez (Córdoba) |

Cuarta fecha
| 19 de noviembre | Entre Ríos | 44 - 15 | Alto Valle | CA Estudiantes, Paraná               |                                      |
|                 |            | Reporte |            | Árbitro(s): Juan Sylvestre (Rosario) | Árbitro(s): Juan Sylvestre (Rosario) |

| 19 de noviembre | Nordeste | 84 - 10 | Sur | Aranduroga RC, Corrientes            |                                      |
|                 |          | Reporte |     | Árbitro(s): Matías Pascual (Tucumán) | Árbitro(s): Matías Pascual (Tucumán) |

| 19 de noviembre | Mar del Plata | 8 - 35  | Santa Fe | Mar del Plata Club, Mar del Plata     |                                       |
|                 |               | Reporte |          | Árbitro(s): Federico Fioravanti (Sur) | Árbitro(s): Federico Fioravanti (Sur) |

Quinta fecha
| 26 de noviembre                                                                            | Santa Fe | Postergado | Entre Ríos | Universitario (SF), Santa Fe             |                                          |
|                                                                                            |          | Reporte    |            | Árbitro(s): Santiago Altobelli (Tucumán) | Árbitro(s): Santiago Altobelli (Tucumán) |
| El partido se suspendió en el minuto 50' debido a tormenta eléctrica. Ganaba Santa Fe 7-6. |          |            |            |                                          |                                          |

| 26 de noviembre | Nordeste | 43 - 17 | Mar del Plata | Sixty Rugby Club, Resistencia          |                                        |
|                 |          | Reporte |               | Árbitro(s): Álvaro del Barco (Tucumán) | Árbitro(s): Álvaro del Barco (Tucumán) |

| 26 de noviembre | Alto Valle | 20 - 27 | Sur | Neuquén Rugby Club, Neuquén      |                                  |
|                 |            | Reporte |     | Árbitro(s): Juan Gómez (Córdoba) | Árbitro(s): Juan Gómez (Córdoba) |

|                  |
| Nordeste Ganador |
| Zona Ascenso A   |

### Clasificación a Zona Campeonato
Por un lugar en la Zona Campeonato,  la Unión de Rugby de Tucumán derrotó a la Unión de Rugby del Nordeste por 27-24 manteniendo así su plaza en la siguiente temporada.
| 3 de diciembre | Tucumán | 27 - 24 | Nordeste | Tucumán Rugby Club, Tucumán             |                                         |
|                |         | Reporte |          | Árbitro(s): Pablo Deluca (Buenos Aires) | Árbitro(s): Pablo Deluca (Buenos Aires) |

## Zona Ascenso B
| Pos. | Equipo              | Encuentros | Encuentros | Encuentros | Encuentros | Tantos | Tantos | Tantos | Punto Bonus | Puntos |
| Pos. | Equipo              | PJ         | PG         | PE         | PP         | F      | C      | Dif    | Punto Bonus | Puntos |
| ---- | ------------------- | ---------- | ---------- | ---------- | ---------- | ------ | ------ | ------ | ----------- | ------ |
| 1.°  | Uruguay XV          | 5          | 4          | 0          | 1          | 198    | 130    | 68     | 4           | 20     |
| 2.°  | Santiago del Estero | 5          | 3          | 0          | 2          | 190    | 123    | 67     | 3           | 15     |
| 3.°  | Chubut              | 5          | 3          | 0          | 2          | 149    | 118    | 31     | 2           | 14     |
| 4.°  | San Juan            | 5          | 3          | 0          | 2          | 155    | 126    | 29     | 2           | 14     |
| 5.°  | Oeste               | 5          | 2          | 0          | 3          | 116    | 124    | -8     | 3           | 11     |
| 6.°  | Lagos del Sur       | 5          | 0          | 0          | 5          | 44     | 231    | -187   | 0           | 0      |

|  | Juega por el ascenso contra el último de la Zona Ascenso A |
|  | Desciende a la Zona Desarrollo (Súper 9) 2016              |

Primera fecha
| 29 de octubre | Uruguay XV | 43 - 29 | San Juan | Montevideo Cricket Club, Montevideo   |                                       |
|               |            | Reporte |          | Árbitro(s): Federico Fiovaranti (Sur) | Árbitro(s): Federico Fiovaranti (Sur) |

| 29 de octubre | Oeste | 18 - 25 | Chubut | Club Los Miuras, Junín                     |                                            |
|               |       | Reporte |        | Árbitro(s): Pablo Casellas (Mar del Plata) | Árbitro(s): Pablo Casellas (Mar del Plata) |

| 29 de octubre | Santiago del Estero | 69 - 12 | Lagos del Sur | Santiago Lawn Tennis, Santiago del Estero |  |
|               |                     | Reporte |               |                                           |  |

Segunda fecha
| 5 de noviembre | Uruguay XV | 42 - 27 | Oeste | Carrasco Polo Club, Montevideo |  |
|                |            | Reporte |       |                                |  |

| 5 de noviembre | Chubut | 30 - 10 | Santiago del Estero | Trelew Rugby Club, Trelew              |                                        |
|                |        | Reporte |                     | Árbitro(s): Ramiro García Gamero (Sur) | Árbitro(s): Ramiro García Gamero (Sur) |

| 5 de noviembre | Lagos del Sur | 5 - 50  | San Juan | Club Los Pehuenes, Bariloche                    |                                                 |
|                |               | Reporte |          | Árbitro(s): Juan Pablo Federico (Mar del Plata) | Árbitro(s): Juan Pablo Federico (Mar del Plata) |

Tercera fecha
| 12 de noviembre | Lagos del Sur | 3 - 45  | Uruguay XV | Club Los Pehuenes, Bariloche          |                                       |
|                 |               | Reporte |            | Árbitro(s): Víctor Riera (Alto Valle) | Árbitro(s): Víctor Riera (Alto Valle) |

| 12 de noviembre                                                    | San Juan | 34 - 33 | Chubut | Liceo Rugby Club, Luján de Cuyo        |                                        |
|                                                                    |          | Reporte |        | Árbitro(s): Alejandro Agüero (Córdoba) | Árbitro(s): Alejandro Agüero (Córdoba) |
| San Juan jugó de local en Mendoza por tener suspendida la localía. |          |         |        |                                        |                                        |

| 12 de noviembre | Santiago del Estero | 29 - 31 | Oeste | Añatuya RHC, Añatuya                 |                                      |
|                 |                     | Reporte |       | Árbitro(s): Sebastián Colman (Salta) | Árbitro(s): Sebastián Colman (Salta) |

Cuarta fecha
| 29 de octubre | Uruguay XV | 40 - 17 | Chubut | Estadio Charrúa, Montevideo               |                                           |
|               |            | Reporte |        | Árbitro(s): Federico Japas (Buenos Aires) | Árbitro(s): Federico Japas (Buenos Aires) |

| 29 de octubre | Oeste | 23 - 8  | Lagos del Sur | SORUC, Chacabuco                     |                                      |
|               |       | Reporte |               | Árbitro(s): Martín Pettina (Córdoba) | Árbitro(s): Martín Pettina (Córdoba) |

| 29 de octubre | San Juan | 22 - 28 | Santiago del Estero | UNSJ, San Juan                          |                                         |
|               |          | Reporte |                     | Árbitro(s): Juan Manuel Martínez (Cuyo) | Árbitro(s): Juan Manuel Martínez (Cuyo) |

Quinta fecha
| 26 de noviembre                                                               | Santiago del Estero | 54 - 28 | Uruguay XV | Lince Rugby Club, Tucumán           |                                     |
|                                                                               |                     | Reporte |            | Árbitro(s): Diego Colussi (Tucumán) | Árbitro(s): Diego Colussi (Tucumán) |
| Santiago del Estero jugó de local en Tucumán por tener suspendida la localía. |                     |         |            |                                     |                                     |

| 26 de noviembre | Oeste | 17 - 20 | San Juan | Club Los Miuras, Junín                 |                                        |
|                 |       | Reporte |          | Árbitro(s): Ramiro García Gamero (Sur) | Árbitro(s): Ramiro García Gamero (Sur) |

| 26 de noviembre | Chubut | 44 - 16 | Lagos del Sur | Patoruzú Rugby Club, Trelew                   |                                               |
|                 |        | Reporte |               | Árbitro(s): Juan Manuel Aleman (Buenos Aires) | Árbitro(s): Juan Manuel Aleman (Buenos Aires) |

| Bandera de Uruguay |
| Uruguay XV Ganador |
| Zona Ascenso B     |

### Clasificación a Zona Ascenso A
El segundo seleccionado de la Unión de Rugby del Uruguay, Uruguay XV, logró la clasificación a la Zona Ascenso A tras imponerse ante la Unión de Rugby del Alto Valle de Río Negro y Neuquén por 31-27.
| 3 de diciembre | Alto Valle | 27 – 31 | Uruguay XV | Marabunta Rugby Club, Cipolletti         |                                          |
|                |            | Reporte |            | Árbitro(s): Santiago Altobelli (Tucumán) | Árbitro(s): Santiago Altobelli (Tucumán) |

## Zona Desarrollo (Súper 9)
El torneo Súper 9 se llevó a cabo en Posadas, Provincia de Misiones, el 11 y 13 de noviembre en las instalaciones de CAPRI. La Unión de Rugby Austral se quedó con la Copa de Oro y consiguió el ascenso a la Zona Ascenso B 2017.
| 1.° | Austral          | 4 | 0 | 0 | 131 | 9   | +122 |
| 2.° | Misiones         | 3 | 0 | 1 | 107 | 25  | +82  |
| 3.° | Tierra del Fuego | 2 | 0 | 2 | 31  | 65  | -34  |
| 4.° | Formosa          | 3 | 0 | 1 | 60  | 17  | +43  |
| 5.° | Andina           | 2 | 0 | 2 | 105 | 68  | +37  |
| 6.° | San Luis         | 1 | 0 | 3 | 36  | 93  | -57  |
| 7.° | Paraguay         | 2 | 0 | 2 | 145 | 28  | +117 |
| 8.° | Jujuy            | 1 | 0 | 3 | 54  | 133 | -79  |
| 9.° | Santa Cruz       | 0 | 0 | 4 | 0   | 231 | -231 |

|  | Campeón Copa de Oro y asciende a Zona Ascenso B 2017 |
|  | Campeón Copa de Plata.                               |
|  | Campeón Copa de Bronce.                              |

|                         |
| Austral Campeón Súper 9 |
| Primer título           |